# Garnier
Garnier (phát âm tiếng Pháp: [ɡarniay]) là một thương hiệu mỹ phẩm có thị trường rộng lớn của công ty mỹ phẩm L'Oréal Pháp. Chuyên sản xuất các sản phẩm chăm sóc tóc và dưỡng da.

## Khai trương
Công ty khởi đầu với tên gọi Laboratoires Garnier do nhà sáng tạo người Pháp Alfred Amour Garnier lập vào năm 1904, thông qua màn ra mắt sản phẩm sữa dưỡng tóc có nguồn gốc thực vật đầu tiên được cấp bằng sáng chế của ông, La Lotion Garnier. Vào những năm 1930, Garnier là nhà sản xuất tiên phong mặt hàng dưỡng da mặt và đầu tiên tạo ra màu nhuộm tóc cồ định tại nhà vào năm 1960. Công ty được L'Oréal mua lại vào những năm 1970.

## Mở rộng và sản phẩm
Trong nhiều thập kỷ, Garnier đã mở rộng từ nhuộm tóc và chăm sóc tóc sang dưỡng da kể từ khi được mua lại vào năm 1970. Công ty bắt đầu xây dựng hình ảnh như một chuyên gia làm đẹp lành mạnh, bằng cách cung cấp giải pháp tự nhiên để chống lại tác nhân ô nhiễm, mụn trứng cá, tia cực tím và sự mệt mỏi. Việc kết hợp các thành phần tự nhiên - trái cây, hạt, chồi và hoa, được Garnier xem là có đặc tính dưỡng da và tóc "lành mạnh".
Hiện nay, sản phẩm Garnier được bán ở nhiều quốc gia trên toàn thế giới, với các dòng sản phẩm cụ thể dành riêng từng loại da và nền văn hóa khác nhau.
Fructis, một dòng phổ biến, khởi đầu từ năm 1996, là dòng sản phẩm tạo kiểu và chăm sóc tóc Garner. Nutrisse, dòng nhuộm tóc của Garnier, được phát hành vào năm 2002. Giữa 5 bộ phận, Garnier hiện có nhiều dòng sản phẩm như:
- Fructis
- Whole Blends
- Pure Active
- Nutrisse
- Olia
- Color Sensation
- SkinActive[2]
- Original remedies
- Hair Food

Năm 2011, Garnier hợp tác với TerraCycle để thúc đẩy việc đóng gói tái chế các thùng chứa sản phẩm và giới thiệu sản phẩm có thể phân hủy sinh học. Cuối năm 2019, họ hợp tác với một nhóm môi trường có tên GoodPlanet Foundation để tạo ra một dòng mỹ phẩm tự nhiên, hữu cơ mới Garnier Bio/Bio Garnier.
Vào năm 2019, Garnier đã ra mắt công cụ chọn sắc thái ảo cho phép khách hàng thử nhiều tùy chọn màu nhuộm tóc cố định của Garnier trước khi mua hàng. Công nghệ này có thể được sử dụng trực tuyến hoặc tại các cửa hàng bán sản phẩm của thương hiệu. Công nghệ này đã được Walmart và Walgreens thử nghiệm.

## Bảng xếp hạng

### Phương Tây và Châu Á
Các sản phẩm chăm sóc tóc và dưỡng da của Garnier ở một số quốc gia được xem là một trong những thương hiệu đáng tin cậy nhất, đặc biệt là ở Châu Á, Trung Quốc và Ấn Độ. Garnier được xếp hạng # 7 thương hiệu làm đẹp có giá trị nhất trên toàn thế giới cho Chỉ số Sức mạnh Thương hiệu, theo Brand Finance.
Dữ liệu từng quốc gia trên Gartner, một công ty kinh doanh thông minh dựa trên thành viên đánh giá hiệu suất kỹ thuật số của các thương hiệu trên mỗi quốc gia, Garnier đứng thứ 3 về hàng tiêu dùng nhanh ở Anh trong khi FMCG xếp thứ 10 ở Đức. Xếp hạng Top # 21-29 về chăm sóc cá nhân ở Hoa Kỳ vào năm 2018 và 2019.
Đối với bảng xếp hạng Châu Á, Brand Trust Report 2012, Garnier được xếp hạng 73 trong số các thương hiệu đáng tin cậy nhất của Ấn Độ. Đến cùng bảng xếp hạng năm 2013, Garnier được xếp hạng 47 tại Ấn Độ. Tuy nhiên, vào năm 2014, Garnier lại xếp hạng thứ 83 thương hiệu đáng tin cậy nhất Ấn Độ theo Báo cáo Niềm tin Thương hiệu 2014, một nghiên cứu được thực hiện bởi Trust Research Advisory, một công ty phân tích thương hiệu.

### Xếp hạng sản phẩm
Một số sản phẩm của Garnier đã được giới thiệu trên Good Housekeeping và giành được các giải thưởng danh giá về Vẻ đẹp Tốt nhất của Allure.